# IC 870
IC 870 је спирална галаксија у сазвјежђу Береникина коса која се налази на листи објеката дубоког неба у Индекс каталогу.
Деклинација објекта је + 20° 35' 59" а ректасцензија 13h 17m 30,7s. Привидна величина (магнитуда) објекта IC 870 износи 14,7 а фотографска магнитуда 15,4. IC 870 је још познат и под ознакама MCG 4-31-22, CGCG 130-29, PGC 46286.